# Ліндлар
Ліндлар (нім. Lindlar) — громада в Німеччині, знаходиться в землі Північний Рейн-Вестфалія. Підпорядковується адміністративному округу Кельн. Входить до складу району Обербергішер.
Площа — 85,82 км2. Населення становить 21 430 ос. (станом на 31 грудня 2020).

## Особи, пов'язані з Ліндларом
- Вальдемар фон Радецкі — штурмбанфюрер СС, член СД, заступник командира зондеркоманди 4а айнзатцгрупи C і воєнний злочинець. Помер у Ліндларі.